# Александровка (Сергиево-Посадский район)
Александровка — упразднённая деревня в Сергиево-Посадском городском округе Московской области России.

## География
Место, где находилась деревня (в настоящее время территория СНТ) расположено в северной части области, в зоне хвойно-широколиственных лесов, при автодороге 46К-8201, на расстоянии примерно 30 километров (по прямой) к северо-западу от города Сергиев Посад, административного центра округа.

### Климат
Климат характеризуется как умеренно континентальный, с умеренно холодной зимой и тёплым летом. Среднегодовая температура воздуха — +2,7 °C. Средняя температура воздуха самого холодного месяца (января) — −11,3 °C (абсолютный минимум — −48 °C), средняя температура самого тёплого (июля) — +17 °С (абсолютный максимум — +36 °C). Годовое количество атмосферных осадков — 630 мм, из которых около 70 % выпадает в период с апреля по октябрь.

## История
В «Списке населённых мест Владимирской губернии по сведениям 1859 года» населённый пункт упомянут как владельческая деревня Александровского уезда, расположенная в 55 верстах от уездного города. В деревне насчитывалось 7 дворов и проживало 57 человек (23 мужчины и 34 женщины).
По состоянию на 1905 год, в Александровке имелось 15 дворов и проживало 37 человек. В административном отношении деревня входила в состав Константиновской волости.
По данным 1926 года, в деревне имелось 17 крестьянских хозяйств и проживало 97 человек (41 мужчина и 56 женщин). Являлась частью Никульского сельсовета Константиновской волости Сергиевского уезда Московской губернии.
В окрестных лесах часто охотился Владимир Ильич Ленин.